# 奥恩河畔弗勒里
奥恩河畔弗勒里（法語：Fleury-sur-Orne，法語發音：[flœʁi syʁ ɔʁn] ⓘ）是法国卡尔瓦多斯省的一个市镇，位于该省中部，卡昂市区西南，属于卡昂区。

## 地理
奥恩河畔弗勒里（49°8'46"N, 0°22'35"W）面积6.75 平方千米，位于法国诺曼底大区卡爾瓦多斯省，该省份为法国西北部沿海省份，北濒大西洋英吉利海峡，东北与滨海塞纳省以海上边界相接，东临厄尔省，南至奧恩省，西与芒什省接壤。
与奥恩河畔弗勒里接壤的市镇（或旧市镇、城区）包括：卡昂、伊夫、卢维尼、奥恩河畔圣安德烈。

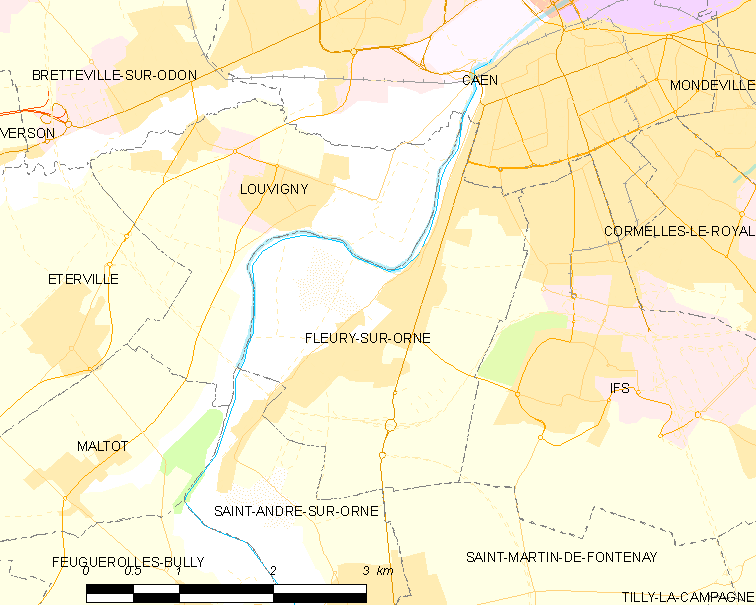
奥恩河畔弗勒里的OSM定位图

奥恩河畔弗勒里的时区为UTC+01:00、UTC+02:00（夏令时）。

## 行政
奥恩河畔弗勒里的邮政编码为14123，INSEE市镇编码为14271。

## 政治
奥恩河畔弗勒里所属的省级选区为卡昂第五县。

## 人口

1962-2008年间奥恩河畔弗勒里人口变化图示

奥恩河畔弗勒里于2022年1月1日时的人口数量为5622人。